# スカイランドHARADA
スカイランドHARADA（スカイランドはらだ）は、兵庫県伊丹市及び大阪府豊中市の大阪国際空港の南西に位置する、猪名川流域下水道（いながわりゅういきげすいどう）の原田処理場に造られた公園施設である。

## 概要
施設の建造物の屋上を公園として整備してあり、芝生の広場や遊具・人工の小川・ゲートボール場・多目的運動場・駐車場が設置されている。他に、トイレ・更衣室・シャワー・用具室も設置されている。
大阪国際空港の南西に位置しており、滑走路が間近にある。飛行機の離着陸を見ることができるため、施設の利用者だけでなく、撮影やスポッティングを行う航空ファンも多く足を運ぶ。同空港の2本ある滑走路のうち長い滑走路である14R/32Lが目の前にあり、迫力のある離着陸シーンを見ることができる。特に、着陸機のタッチダウンが近くでみることができる。空港との間にはフェンスがあるが、スカイランドは建物の屋上であるため、フェンスを気にすることなく飛行機を観察することができる。

## 交通
- 阪急伊丹駅・JR伊丹駅と曽根駅よりバスが出ている。